# Pérignat-lès-Sarliève
Pérignat-lès-Sarliève är en kommun i departementet Puy-de-Dôme i regionen Auvergne-Rhône-Alpes i centrala Frankrike. Kommunen ligger i kantonen Aubière som tillhör arrondissementet Clermont-Ferrand. År 2022 hade Pérignat-lès-Sarliève 2 875 invånare.

## Befolkningsutveckling
Antalet invånare i kommunen Pérignat-lès-Sarliève
| Referens: INSEE |